# Honorijeva knjiga zakletvi
Honorijeva knjiga zakletvi (lat. Liber Juratus Honorii, Liber Sacer, Liber Sacratus ili Honorijev grimorij), srednjovjekovni magijski rukopis atributiran Honoriju iz Tebe. To je jedan od najstarijih grimorija, koji vjerojatno datira u 13. stoljeće.
Prema navodima u samom tekstu, rukopis je izradila skupina čarobnjaka koji su nastojali kompilirati magijsko znanje i sačuvati ga od progona koje je u to vrijeme provodila Rimokatolička Crkva, spaljujući magijske rukopise. Postoji mogućnost da se to dogodilo u vrijeme pape Ivana XXII. (1316. – 1334.) koji je progonio čarobnjake i vještice i spaljivao magijske rukopise.
Crnomagijska verzija ovog magijskog priručnika je Grimorij pape Honorija iz 18. ili 19. stoljeća.

## Sadržaj
Knjiga je predstavljena kao razgovor s anđelom Hochmelom. Sastoji se od deveteset i tri poglavlja i raspravlja o brojnim okultnim temama. Među ostalim, u knjizi se obrađuje kako zazivati i kontrolirati demone, kako pronaći zakopano blago ili kako spasiti dušu od čistilišta.